# 旅の魔法 〜新しい私に出会う旅〜
『旅の魔法 〜新しい私に出会う旅〜』(たびのまほう 〜あたらしいわたしにであうたび〜)とは、日本テレビで2009年1月11日から2010年3月28日まで放送された関東ローカルのミニ番組。ANAの一社提供である。

## 番組概要
毎回日本各地を旅をする。ただし、ラスト2回の放送はシアトルの旅であった。旅先地は北海道が最多で15回であった。

## 旅先一覧
数字は放送回数
- 1-2、5-8、33-35、51-53、59-61　北海道
- 3-4　大分
- 9-10　山口
- 11-12　和歌山
- 13-14　長崎
- 15-16　鳥取
- 17-18　富山
- 19-20　宮崎
- 21-22　高知
- 23-25　八丈島
- 26-27　広島
- 28-29　山形
- 30-32、54-56　沖縄
- 36-37　鹿児島
- 38-39　愛媛
- 40-41　秋田
- 42-43　福岡
- 44-45　岡山
- 46-47　石川
- 48-50　熊本
- 57-58　香川
- 62-63　シアトル

## 出演者
- 近藤未来
- 中川倫子